# Мутікаси
Мутіка́си (рос. Мутикасы, чув. Мăттикасси) — присілок у складі Чебоксарського району Чувашії, Росія. Входить до складу Ішлейського сільського поселення.
Населення — 75 осіб (2010; 64 у 2002).
Національний склад:
- чуваші — 98 %